# 제리 (영화)
《제리》(영어: Gerry)는 2002년 공개된 미국의 드라마 영화이다. 거스 밴 샌트 감독 작품으로, 맷 데이먼과 케이시 애플렉이 출연했다. 일상 생활에서의 죽음을 소재로 한 《엘리펀트》와 《라스트 데이즈》를 포함한 죽음 3부작의 첫 번째 작품이다.

## 출연

### 주연
- 케이시 애플렉
- 맷 데이먼

## 제작
촬영은 아르헨티나 살타, 데스 밸리, 보너빌호에서 소규모의 스태프에 의해 이루어졌다. 또한, 영화는 켄 케시에 대한 헌정 작품이기도 하다.